# Međukoštana opna
Međukoštana opna (lat. membrana interossea) je široka, tanka vezivna  ploča razapeta između kostiju. 
Međukoštane opne u tijelu čovjeka su:
- međukoštana opna podlaktice - lat. membrana interossea antebrachii
- međukoštana opna potkoljenice - lat. membrana interossea cruris